# Trade Marketing
Das Trade Marketing kann dem vertikalen Marketing zugeordnet werden. Im Unterschied zum Handelsmarketing, welches das Marketing von Handelsunternehmen umfasst, kann Trade Marketing als ein vom Hersteller auf den Handel gerichtetes Marketing bezeichnet werden. Beides aber ist Teil des Absatzmarketings.
Die Aufgabe des Trade Marketing besteht in der Ergründung von Wünschen des Handels hinsichtlich Sortiments- und Serviceleistungen, mit dem Ziel, bevorzugter Lieferant (preferred supplier) zu werden. Im Mittelpunkt steht vor allem die Stärkung der Zusammenarbeit von Hersteller und Handel, um im Sinne einer Wertschöpfungspartnerschaft absatzorientierte Konflikte zu vermeiden. Darüber hinaus kann Trade Marketing den Absatz des Sortimentes unter Berücksichtigung von Herstellerzielen und Kundenbedürfnissen steuern.
Zu den wesentlichen Elementen gehören: 
- Sortimentspolitik  (auch Category Management),
- Koordinationskonzepte bzgl. Informations- und Warenfluss (Efficient Consumer Response),
- Know-how-Transfer,
- Kooperationen im Umweltschutz (z. B. in Hinblick auf die Verpackungsverordnung) und
- Managementkooperationen (Key-Account-Management).